# Route principale 1 (Andorre)
Pour les articles homonymes, voir Route 1.
La route générale d'Andorre 1 - CG-1 (en catalan : carretera general 1), appelée localement carretera d'Espanya (route d'Espagne), est une route andorrane reliant la capitale de la principauté à la frontière espagnole, sur une distance de 10 kilomètres.

## Histoire
Financée par une taxe sur les importations de blé et de farine, la route est inaugurée par le co-prince Juan Benlloch y Vivó et livrée à la circulation automobile en 1913. Elle est nommée N-1 entre 1960 et 1994.

## Parcours

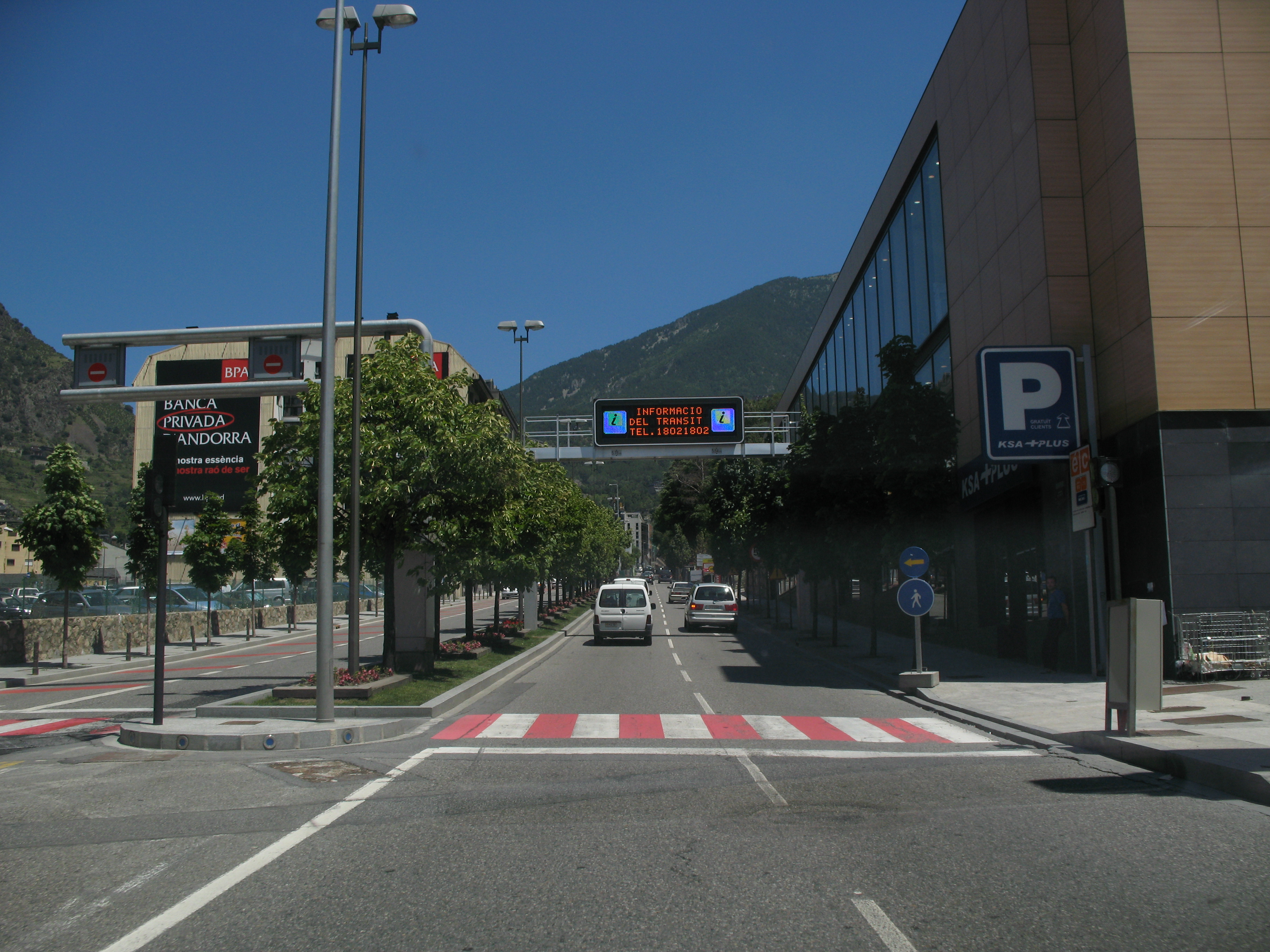
La CG-1 près de la capitale andorrane.

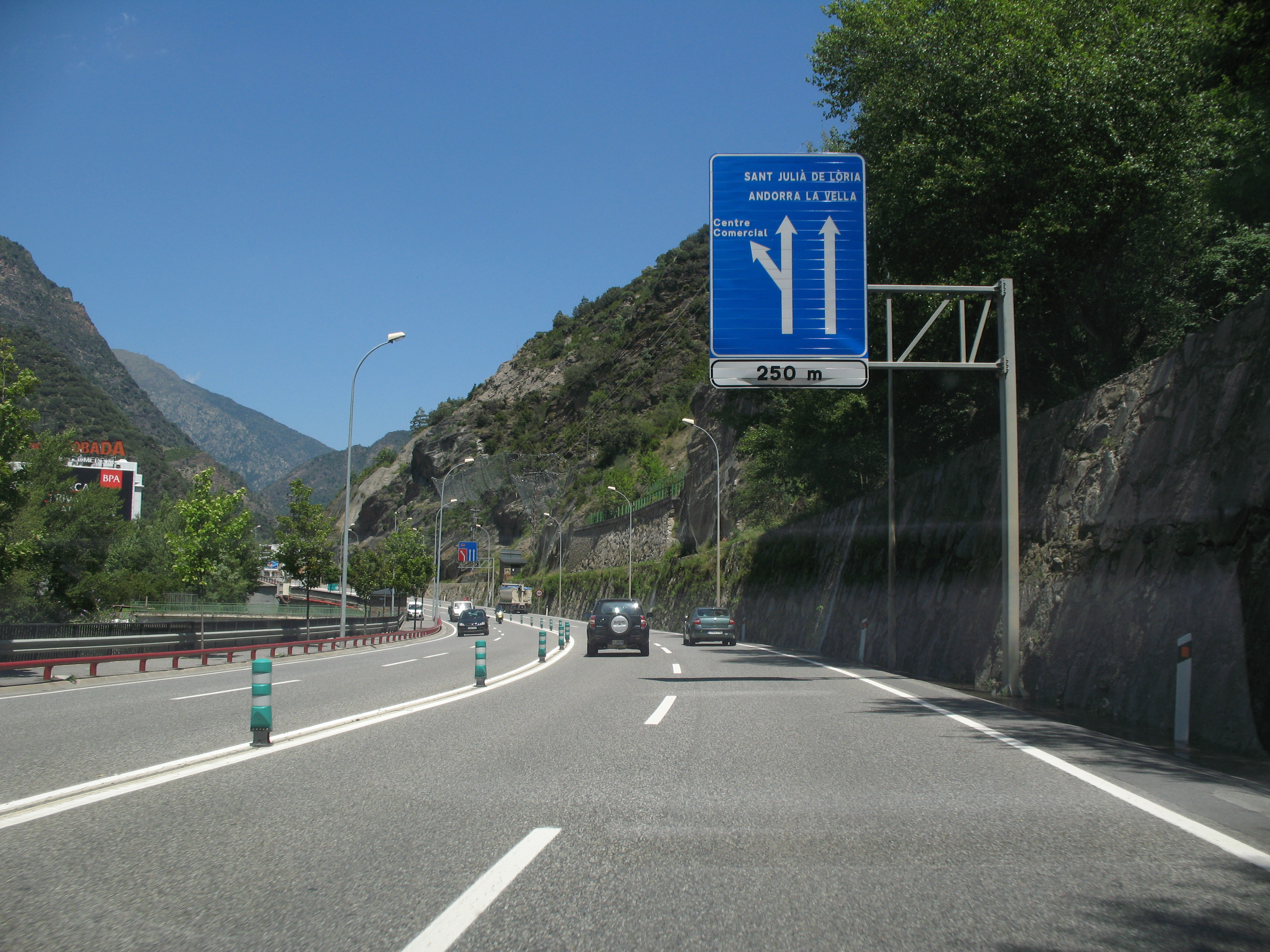
La CG-1 dessert le centre commercial River implanté à proximité de la frontière espagnole.

| Points | Destinations                        | Bifurcation | km  |
| ------ | ----------------------------------- | ----------- | --- |
|        | Andorra la Vella                    |             | 0   |
|        |                                     |             | 1   |
|        | Santa Coloma                        |             | 2   |
|        |                                     |             | 2   |
|        |                                     |             | 2,5 |
|        |                                     |             | 3   |
|        | Pont de la Margineda                |             | 4   |
|        | Aixovall / Bixessarri / Os de Civís |             | 5   |
|        |                                     |             | 5   |
|        | Sant Julià de Lòria                 |             | 6   |
|        | Certers                             |             | 6   |
|        | Aubinyà / Juberri                   |             | 6   |
|        | Fontaneda / La Moixella             |             | 7   |
|        |                                     |             | 8   |
|        | Centre Comercial River Andorra      |             | 9   |
|        | Zona Duana                          |             | 10  |
|        | La Seu d'Urgell / Lleida            | N-145       | 11  |

## Observations

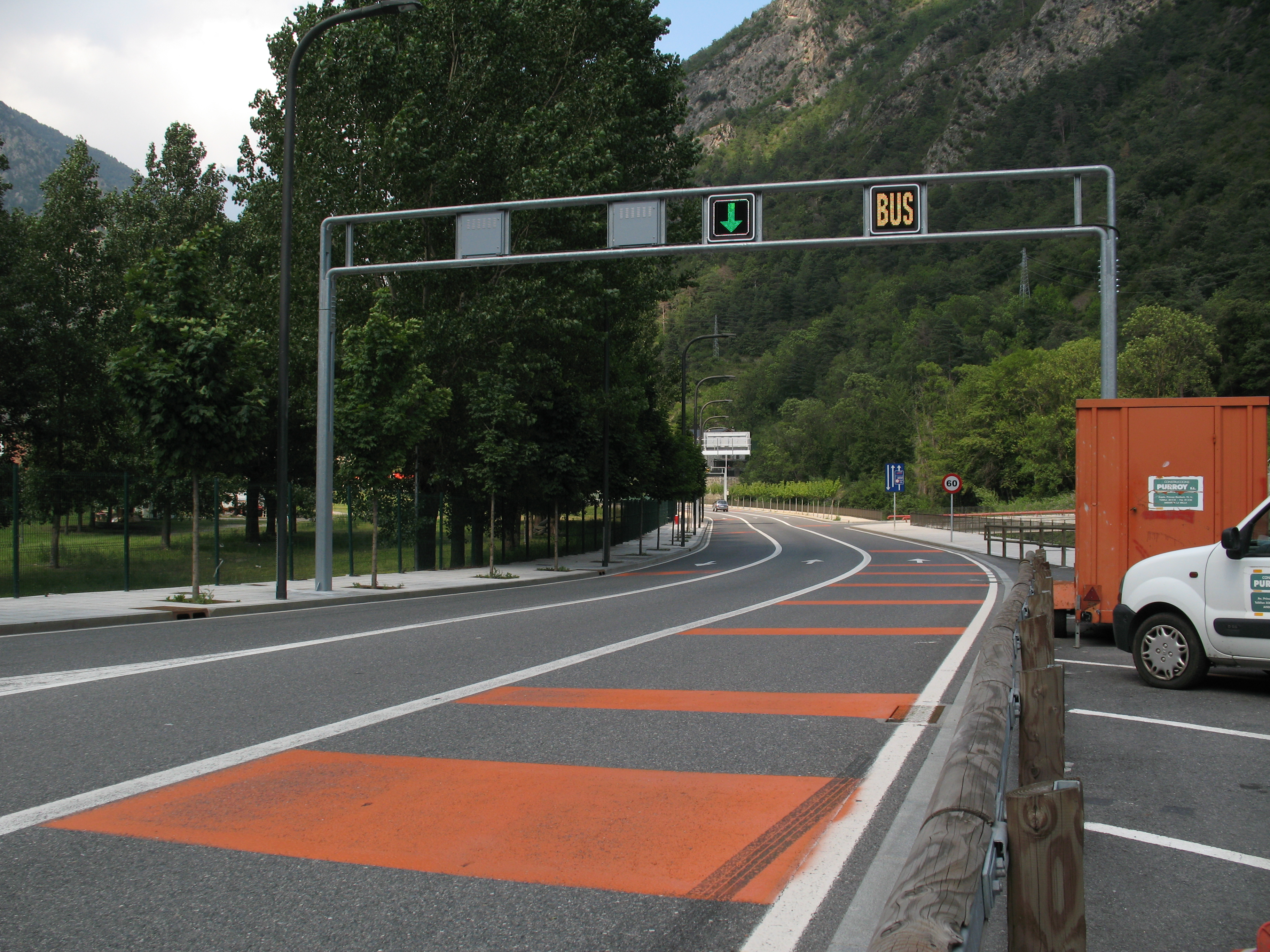
Un cas presque unique en Andorre... Une voie dévolue aux transports en commun près du Pont de la Margineda.

Il s'agit de la seule route de la principauté à être équipée d'une voie prioritaire pour les transports en commun réguliers.